# Белюсов, Пётр Николаевич
Пётр Николаевич Белюсов (26 января 1897, Никольский хутор, Пензенская губерния — 6 июля 1970, Москва) — советский военный деятель, один из организаторов и руководителей шифровальной службы вооружённых сил СССР, генерал-лейтенант (07.10.1943).

## Биография
Родился 26 января 1897 года в посёлке Никольский Хутор, ныне город Сурск Городищенского района Пензенской области России. Русский.
15 мая 1916 года был призван в Российскую императорскую армию. Участник Первой мировой войны.
15 августа 1918 года добровольно вступил в ряды РККА. Проходил службу красноармейцем, командиром взвода и помощником командира роты в 11-м отдельном железнодорожном Саратовском полку. В мае 1919 года сражался против войск генерала А. И. Деникина. В 1920 году окончил 34-е Саратовские пехотно-пулеметные командные курсы. В августе 1920 года назначен командиром взвода, а затем в 1921 году — командиром роты. В 1924 году окончил стрелково-тактические курсы усовершенствования комсостава РККА «Выстрел». В 1936 году окончил Военную академию РККА им. М. В. Фрунзе. С ноября 1936 года служил в Генеральном штабе РККА. Участник Советско-финской войны, за боевые заслуги в которой комбриг Белюсов был награждён орденом Красной Звезды. 29 марта 1940 года был утверждён в должности начальника 8-го отдела (шифровальной службы) Оперативного управления Генерального штаба РККА.
С началом Великой Отечественной войны, в прежней должности. Первые дни войны показали необходимость изменения организационной структуры 8-го отдела Генштаба. В августе 1941 года, 8-й отдел Генштаба был реорганизован в Восьмое управление Генерального штаба РККА, которое на протяжении всей войны возглавлял комбриг Белюсов (с 21.05.1942 — генерал-майор, с 07.10.1943 — генерал-лейтенант).
Создание Восьмого управления Генерального штаба Красной Армии стало важным шагом в развитии шифровальной службы, повысило её роль в обеспечении скрытого управления войсками, сохранении государственной и военной тайны, в результате чего ни одно донесение, переданное специалистами шифровальной службы, не стало достоянием противника. Многие видные военачальники особо отмечали, что шифровальная служба армии и флота в годы войны сыграла важную роль в достижении Победы, обеспечила непрерывное и надёжное управление войсками и тылом в течение всей войны. Под руководством Белюсова шифровальная служба Генерального штаба Вооруженных Сил СССР осуществила надёжную и зашифрованную передачу приказов и другой информации Ставки Верховного Главнокомандующего для успешного обеспечения проведения всех масштабных операций советских войск и военно-морских сил во время войны, а также обеспечивало секретное информационное обеспечение Тегеранской, Ялтинской и Потсдамской конференций. За успешное выполнение заданий Верховного Главнокомандования Белюсов был награждён многими боевыми орденами, в том числе полководческим орденом Кутузова I степени.
После окончания войны и до окончания военной службы Белюсов на прежней должности. Под его руководством, на основе опыта работы шифрорганов фронтов, военных округов и флотов в годы войны были разработаны и введены в действие новые документы, детально регламентирующие деятельность шифровальной службы. В послевоенные годы шифрованная связь являлась самым надёжным видом скрытой связи в Вооружённых Силах СССР и предназначалась для передачи наиболее важных сведений, касающихся ограниченного круга лиц, а также сообщений, требующих особой конфиденциальности. В ходе строительства Вооружённых Сил СССР изменения и совершенствования военно-окружной системы, шифровальная служба продолжала совершенствоваться. Для её деятельности в тот период характерно увеличение нагрузки практически на все специальные органы. В первую очередь это было связано с постоянным расширением спектра решаемых службой задач по обеспечению безопасности информации, проведением интенсивных поисков, разработок и реализации новых способов и технических средств защиты информации.
Под его руководством было создано уникальное профильное военно-учебное заведение по подготовке специалистов по защите информации — Краснодарское высшее военное училище имени генерала армии С. М. Штеменко.
С 19 сентября 1961 года генерал-лейтенант Белюсов в отставке. Проживал в Москве.
Умер 6 июля 1970 года, похоронен на Ваганьковском кладбище в Москве.

## Награды
СССР
- орден Ленина (21.02.1945)[5][6]
- четыре ордена Красного Знамени (21.05.1942[7], 29.07.1944[8], 03.11.1944[9][6], 20.06.1949[10][6])
- орден Кутузова I степени (04.06.1945)[11]
- орден Богдана Хмельницкого I степени (18.12.1956)[10][12]
- орден Отечественной войны I степени (17.05.1943)[10][13]
- два ордена Красной Звезды (14.06.1940[10], 22.02.1944[14])
- медали в том числе:
  - «XX лет Рабоче-Крестьянской Красной Армии» (1938)[10]
  - «За оборону Москвы» (05.07.1944)[15]
  - «За победу над Германией в Великой Отечественной войне 1941—1945 гг.» (1945)[10]
  - «За победу над Японией» (1945)[10]

Других государств
 Китай:
- медаль «Китайско-советская дружба» (21.02.1956)

 Югославия:
- орден «За заслуги перед народом» II степени

## Память
- 26 марта 2019 года Председатель Правительства Российской Федерации подписал РАСПОРЯЖЕНИЕ ПРАВИТЕЛЬСТВА РФ № 523-р: В соответствии с Федеральным законом «О наименованиях географических объектов» и на основании предложения Минобороны России, а также для увековечивания памяти генерал-лейтенанта П. Н. Белюсова присвоить наименование «банка Белюсова» безымянному подводному географическому объекту (банке), расположенному в Финском заливе Балтийского моря, в пределах территориального моря Российской Федерации, с координатами 60°20,2' северной широты, 28°20.2' восточной долготы и с наименьшей глубиной 6 метров[18].
- 19 марта 2020 года в стенах Генерального штаба Вооружённых Сил Российской Федерации состоялось торжественное открытие бюста Белюсову[19].
- 2 октября 2020 года Приказом Министра обороны Российской Федерации № 500 была учреждена ведомственная медаль Министерства обороны РФ «Генерал-лейтенант Белюсов»[20][21].
- 13 ноября 2021 года на территории Краснодарского высшего военного училища имени генерала армии С. М. Штеменко в торжественной обстановке открыт памятник Белюсову[22].
- 15 июня 2022 года в России в почтовое обращение вышла марка номиналом 45 руб., посвященная 125-летию со дня рождения Белюсова[источник не указан 98 дней].
- 11 июля 2022 года на территории штаба Восточного военного округа в Хабаровске открыт бюст Белюсову[источник не указан 98 дней].